# رمی بلو
رمی بلو (به فرانسوی: Rémy Belleau) شاعر و مترجم قرن شانزدهم میلادی اهل فرانسه است.